# Esperance Shire
Esperance Shire är en kommun i regionen Goldfields-Esperance i Western Australia. Kommunen har en yta på 42 547 km², och en folkmängd på 13 477 enligt 2011 års folkräkning. Huvudort är Esperance.